# Свети Димитър (Поменово)
Вижте пояснителната страница за други значения на Свети Димитър.
„Свети Димитър“ (на македонска литературна норма: „Свети Димитрија“) е възрожденска православна църква във велешкото село Поменово, централната част на Северна Македония. Храмът е част от Повардарската епархия на Македонската православна църква – Охридска архиепископия.

## Архитектура
В архитектурно отношение църквата е правоъгълна еднокорабна сграда с полукръгла апсида на изток и трем на запад. Градежът е от натрошен камък, а оригиналното покривно покритие според документацията на Националния консервационен център на Северна македония е каменни плочи. Сводът в наоса е разрушен, а църквата е покрита с изкуствени плочи. Входът на църквата е от западната страна, над която има ниша с изображение патрона Свети Димитър на кон, който намушква войника.

## Живопис
В нишата на източната фасада над олтарната апсида има останки от оригиналните стенописи от XVII век. Изписано е изображение на светец, облечен в кафяв охрен химатион. Светецът е на средна възраст с къса бяла коса и брада и държи затворен свитък в лявата си ръка. Според типологичните характеристики е възможно това да е Апостол Петър. В църквата е запазена оригиналната каменна трапеза - разположена в трема.
Според надписа над западния вход в наоса стенописите в наоса и олтара са наново изписани в 1852 година. На източната стена в олтарната апсида, в първата зона, е Архиерейската литургия, от северната страна са изписани Свети Йоан Златоуст и Свети Григорий Богослов, а от юг Свети Василий Велики и Св. Атансий. В конхата на апсидата е допоясното изображение на Богородица с Христос в конусовиден медальон на гърдите си. В проскомидианската ниша е нарисуван Свети Стефан. От двете страни на апсидата е изобразено Благовещението. Над Богородица е Пророк Давид, а над архангел Гавриил е Пророк Соломон. Между пророците е изображението на Светата Троица. На южната стена в олтара е изрисуван Свети Никола, а в първата зона над него Рождество Христово. В наоса, на южната стена, следват от изток на запад в първата зона, под прозореца, Свети Илия храни гарвана в пещерата, Възнесение Илиево, Светите врачи Козма и Дамян и Свети Трифон. Във втората зона е Кръщението на Христос, Влизането в Йерусалим и Тайната вечеря. На западната стена, южно от входа, е изобразен Архангел Михаил, който вади душата на богатия, над входа е надписът, а северно от входа Св. св. Константин и Елена. Над първата зона е Успение Богородично, а в горната част е Възнесение Богородично in corpore. На северната стена, в първата зона, са нарисувани светите мъченици Петка и Неделя, последвани от Свети Меркурий, Свети Василий, Свети Йоан Златоуст, Свети Григорий, а в олтара е Видението на Свети Петър Александрийски. Във втората зона на северната стена от запад на изток е нарисуван Юда, който се обесва, Христос пред Пилат, Разпятието Христово, Оплакването Христово и в олтара Мироносците гроба Христов и Възкресението Христово.
От живописта от XIX век на иконостаса са запазени Архангел Гавриил на проскомидиалната врата, царските двери с Благовещението в центъра и пророците Соломон и Давид в горната зона и архиереите Свети Василий Велики и Свети Йован Златоуст под Архангел Гавриил и Свети Спиридон и Свети Григорий под Богородица. От престолните икони са запазени „Иисус Христос“, „Свети Харалампий“, „Свети Димитър на кон убива войника“ и „Света Неделя“ с видимо надживописване. Другите два реда икони на иконостаса не са в църквата.